# Olsztyn Redykajny
Olsztyn Redykajny – przystanek kolejowy przy ul. Hozjusza w Olsztynie, w województwie warmińsko-mazurskim. 
W marcu 2019 roku PKP PLK rozstrzygnęły przetarg na remont odcinka linii kolejowej nr 220, obejmujący budowę przystanku. Natomiast w kwietniu 2019 roku podpisano umowę z konsorcjum Torhamer – Rajbud na prace projektowe i budowlane na linii kolejowej nr 220 na odcinku Olsztyn – Gutkowo. Wartość prac to 66,1 mln zł netto. Przystanek otwarto 13 czerwca 2021 roku.

## Ruch pasażerski
| Rok  | Wymiana pasażerska na dobę |
| ---- | -------------------------- |
| 2017 | –                          |
| 2022 | 0-9                        |